# Kokkolan Palloveikot
Kokkolan Palloveikot (KPV) ist ein Fußballverein aus der Stadt Kokkola im Westen Finnlands.

## Geschichte
Der Verein wurde 1930 gegründet. KPV gilt als Klub der finnischsprachigen Einwohner Kokkolas, während Lokalrivale Gamlakarleby BK als Klub der Finnlandschweden gilt.
Nachdem KPV lange zweitklassig gespielt hatte, gelang 1966 der erstmalige Aufstieg in die damals Mestaruussarja genannte höchste Spielklasse Finnlands. Dort konnte sich die Mannschaft schnell etablieren. Der größte Erfolg war der Gewinn der Meisterschaft 1969 mit drei Punkten Vorsprung auf den Kuopion PS. Darüber hinaus wurde KPV 1973 Vizemeister und belegte in zwei Spielzeiten den dritten Platz. 1979 musste die Mannschaft an der Abstiegsrelegation teilnehmen, konnte sich jedoch dort den Klassenerhalt sichern. Ein Jahr darauf gelang dies nicht mehr. Nachdem KPV die Liga auf dem letzten Platz beendet hatte, scheiterte sie in der Relegation und musste nach 14 Jahren den Gang in die Zweitklassigkeit antreten.
Noch zweimal, 1981 und 1989, gelang der Wiederaufstieg in die Mestaruussarja, jedoch konnte sich KPV dort nicht mehr dauerhaft halten. In der Saison 1995 erfolgte der erstmalige Absturz in die drittklassige Kakkonen. Nach dem Wiederaufstieg 1997 und einem erneuten Abstieg 1999 gelang 2004 der Aufstieg in die Ykkönen, wo KPV bis 2011 aktiv war. In der Saison 2009 erreichte die Mannschaft den zur Teilnahme an der Relegation zur Veikkausliiga berechtigenden zweiten Platz, scheiterte dort jedoch an JJK Jyväskylä. Die Saison 2011 beendete sie auf dem vorletzten Platz und stieg zum dritten Mal in die Kakkonen ab. Nach vier Jahren Drittklassigkeit gelang 2015 als Meister der Gruppe Nord mit einem Sieg im Aufstiegsspiel gegen den FC Honka Espoo der Wiederaufstieg in die Ykkönen. 2018 erreichte KPV die Aufstiegsspiele zur Veikkausliiga und setzte sich dort gegen Turku PS durch. Am Ende der folgenden Saison 2019 stieg die Mannschaft jedoch wieder in die Ykkönen ab.
Im finnischen Pokal erreichte KPV zweimal, 1982 und als Zweitligist 2006, das Finale. Beide Endspiele wurden jedoch verloren, 1982 mit 2:3 gegen den FC Haka und 2006 mit 0:1 gegen HJK Helsinki.

## Europapokalbilanz
| Saison  | Wettbewerb                    | Runde    | Gegner         | Gesamt | Hin     | Rück    |
| ------- | ----------------------------- | -------- | -------------- | ------ | ------- | ------- |
| 1970/71 | Europapokal der Landesmeister | 1. Runde | Celtic Glasgow | 00:14  | 0:9 (A) | 0:5 (H) |
| 1974/75 | UEFA-Pokal                    | 1. Runde | 1. FC Köln     | 2:9    | 1:5 (A) | 1:4 (H) |

Gesamtbilanz: 4 Spiele, 4 Niederlagen, 2:23 Tore (Tordifferenz −21)

## Erfolge
- Finnischer Meister 1969
- Finnischer Vizemeister 1973
- Pokalfinalist 1982 und 2006